# Maychew
Maychew (« eau salée » en tigrigna, également écrit Mai Ceu, Maich'ew, ou encore Mai Cio) est une ville du nord de l'Éthiopie, située dans la zone Debubawi du Tigré. Elle se trouve à 12° 47′ N, 39° 32′ E et à 2 479 mètres d'altitude. Elle est le centre administratif du woreda Endamehoni.